# Рибинок Віктор Олександрович
Віктор Олександрович Рибинок (5 січня 1938, село Медове, тепер Устинівського району Кіровоградської області — 17 березня 2022, місто Львів) — український радянський промисловий діяч. Депутат Верховної Ради УРСР 11-го скликання. Член ЦК КПУ в 1990—1991 р. Доктор технічних наук (1989), професор (1991), академік Академії технологічних наук України — голова Львівського регіонального відділення АТНУ.

## Біографія
У 1955—1956 роках — робітник підприємства у місті Запоріжжі.
У 1961 році закінчив інженерно-механічний факультет, а у 1968 році закінчив радіотехнічний факультет Запорізького машинобудівного інституту імені Чубаря.
У 1961—1978 роках — інженер-конструктор, старший інженер-технолог, начальник сектору, начальник галузевої лабораторії, головний технолог, головний інженер заводу у місті Севастополі.
Член КПРС з 1963 року.
У 1978—1981 роках — технічний директор — 1-й заступник генерального директора Львівського виробничого об'єднання «Електрон».
У 1981—1991 роках — генеральний директор Львівського виробничого об'єднання «Електрон».
З червня 1991 роках — президент Відкритого акціонерного товариства «Концерн-Електрон», голова ради асоціації «Львівконтакт». Працював також технічним директором — 1-м заступником генерального директора Львівського науково-виробничого об'єднання «Електрон».
Голова наглядової ради Приватного акціонерного товариства «Концерн-Електрон» (корпорація «Електрон»). Президент об'єднання підприємницьких організацій Львівщини.
Помер 17 березня 2022 року. Похований на Личаківському цвинтарі Львова.

## Нагороди
- орден «За заслуги» 3-го ст. (1997)
- орден Жовтневої Революції (1986)
- орден Трудового Червоного Прапора (1977)
- медалі
- заслужений машинобудівник України (2002)